# Matchbox
Matchbox はX Window Systemの自由かつオープンソースのウィンドウマネージャの一種。組み込みシステム向けであり、一度に1つのウィンドウしか表示しないという点が他のウィンドウマネージャと大きく異なる。ノキアの Internet Tablet 上のMaemo、OpenMokoに基づくスマートフォン Neo 1973、OLPCのXO-1で使われている。新携帯ゲーム機 Pandora でもデフォルトのウィンドウマネージャに採用予定である。